# Бурбон (герцогство)
Герцогство Бурбон (фр. duché de Bourbon) или Бурбонне — французское герцогство в период между XIV и XVI веками, территория которого соответствует современному департаменту Алье и части департамента Шер (округ Сент-Аман-Монтрон).

## История
Первым известным сеньором этих владений с X века является Адемар (или Аймар). Он купил замок Бурбон (в наше время Бурбон-л’Аршамбо), давший своё название семейству Адемара. Так было положено начало дому Бурбонов.
Существование Первого дома Бурбонов завершилось к 1200 году со смертью сеньора Аршамбо VII, наследник которого погиб, оставив после себя только дочь Маго. Маго стала владелицей сеньории Бурбон, дамой де Бурбон. Она вышла замуж в 1196 году за сеньора Дампьера Ги II, добавив таким образом сеньорию Монлюсон к владениям сеньоров Бурбон, которые к концу XII столетия достигли берегов реки Шер. Ги принял имя Бурбон.
Второй дом Бурбонов (Бурбон-Дампьер) просуществовал недолго. Его основателем, в 1218 году, стал сын Ги II де Дампьер и Маго де Бурбон, Аршамбо VIII. А их внук, Аршамбо IX, стал вторым и последним представителем этого дома, поскольку погиб на острове Кипр в 1249 году, отправившись в крестовый поход.

Бурбонские земли накануне французской революции (1789 год)

В 1272 году Беатрис, дама де Бурбон, вышла замуж за Роберта Французского (1256—1318) графа де Клермон, самого младшего сына короля Людовика IX. Именно в этот период было положено начало великому дому Бурбонов (третий дом), из которого вышло множество королей Франции, начиная с Генриха IV.
Бурбоны во все периоды истории были преданными слугами престола, к которому они приблизились вследствие брака с Робертом Французским. Представители дома Бурбонов были советниками королей, в ранге главного королевского казначея, и даже были регентами и коннетаблями Франции. Для королевской власти было особенно ценно географическое расположение владений Бурбонов — между землями короны и герцогствами Аквитанией и Овернью. Такой альянс, наряду с браком Беатрис де Бурбон и Роберта Французского, способствовал значительному росту благосостояния жителей Бурбонне.
В 1327 году сеньория Бурбон была возведена в статус герцогства-пэрства королём Карлом IV Красивым, последним представителем династии Капетингов. Так появилось герцогство Бурбон.
В 1531 году герцогство Бурбон было присоединено к землям короны Франции в ответ на предательство коннетабля Карла III де Бурбона. В этот период земли Бурбонне были преобразованы в губернаторство с административным центром в Мулене.
В 1790 году территория герцогства Бурбон была преобразована в департамент Алье, за исключением района Сен-Амандуа.
После образования в 1982 году административно-территориальных регионов Франции, земли Бурбонне вошли в состав региона Овернь.

## Герцоги де Бурбон

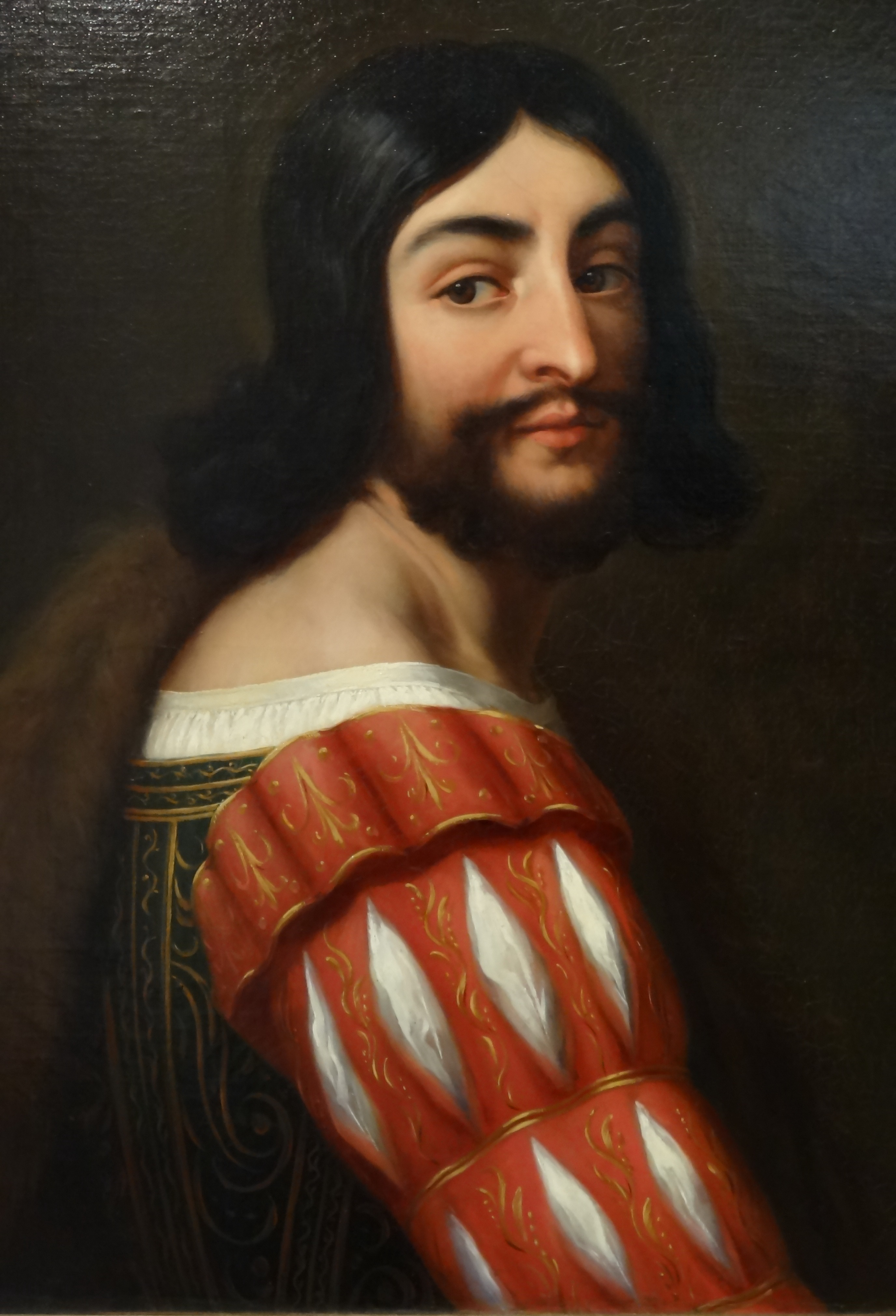
Людовик, 1-й герцог де Бурбон (1280—1341). Портрет по заказу короля Луи-Филиппа (1836 год)

- Людовик I (1280—1342), прозванный «Хромым», был сыном Роберта Французского. Он стал первым герцогом де Бурбон. Также он носил титулы графа де Клермон (Клермон-ан-Бовези) и графа де Ла Марш. В 1310 году он взял в жёны Марию д’Авен (ок. 1280—1354).
- Пьер I (1311—1356) был старшим сыном и наследником Людовика I. В 1337 году он взял в жёны Изабеллу де Валуа.
- Людовик II (1337—1410), прозванный «Добрым герцогом», был сыном Пьера I. Он вернулся из Англии, где с 1366 года находился в качестве заложника. Отвоевав своё герцогство у англичан, он реконструировал и расширил замок де Мулен. После этого он расширил свои владения, объединив вокруг Бурбонне множество соседних земель. В 1371 году он взял в жёны Анну Овернскую (1358—1417), графиню де Форе. Он согласился чтобы герцогство Овернь (не путать с дофине Овернь) вернулось в состав королевских владений, в условиях отсутствия наследника мужского пола. Именно он объявил Мулен главным городом герцогства в 1379 году.
- Жан I (1381—1434) был сыном Людовика II. В 1400 году он женился на Марии де Берри (1367—1434), герцогине Оверни и графине де Монпансье. Он был взят в плен в битве при Азенкуре и скончался в Лондоне в 1434 году. Погребён в Сувиньи.
- Карл I (1401—1456), сын Жана I, женился в 1423 году на Агнессе Бургундской (1407—1476), дочери Жана Бесстрашного.
- Жан II (1426—1488), сын Карла I, женился в 1447 году на Жанне де Валуа (1435—1482), дочери короля Франции Карла VII. Всего у него было три брака. После его смерти в 1488 году и последующего отречения от наследства его брата Карла II (1434—1488), кардинала и архиепископа Лиона, в наследство вступил их младший брат, Пьер де Бурбон.
- Пьер II (1438—1503), сеньор де Божё, стал в 1488 году герцогом де Бурбон и герцогом Оверни. В 1473 году он взял в жёны Анну Французскую, дочь короля Людовика XI, виконтессу де Туар, более известную под именем Анна де Божё. У них было два ребёнка — Шарль (1476—1498) и Сюзанна (1491—1521). После смерти короля Людовика XI в 1483 году она стала регентшей Франции при своём младшем брате, несовершеннолетнем короле Карле VIII. Пьер II скончался в 1503 году и, в отсутствии мужского потомства[2], герцогство должно было вернуться в королевский домен. Однако, Анна Французская смогла добиться отказа короля. Её дочь, Сюзанна, герцогиня де Бурбон и Оверни (1503), графиня де Клермон, де Ла Марш, де Форе и де Гиень вышла в 1505 году в Мулене замуж за своего кузена Карла де Бурбон, который станет герцогом Карлом III де Бурбон.
- Карл III (1490—1527), прозванный «Коннетаблем Бурбоном», стал 8-м и последним герцогом де Бурбон, перед присоединением земель Бурбонне к королевскому домену в 1527 году. Граф де Монпансье с 1501 года, он стал герцогом де Бурбон и герцогом Оверни в 1505 году, вследствие своего брака с Сюзанной де Бурбон.

## Династический кризис

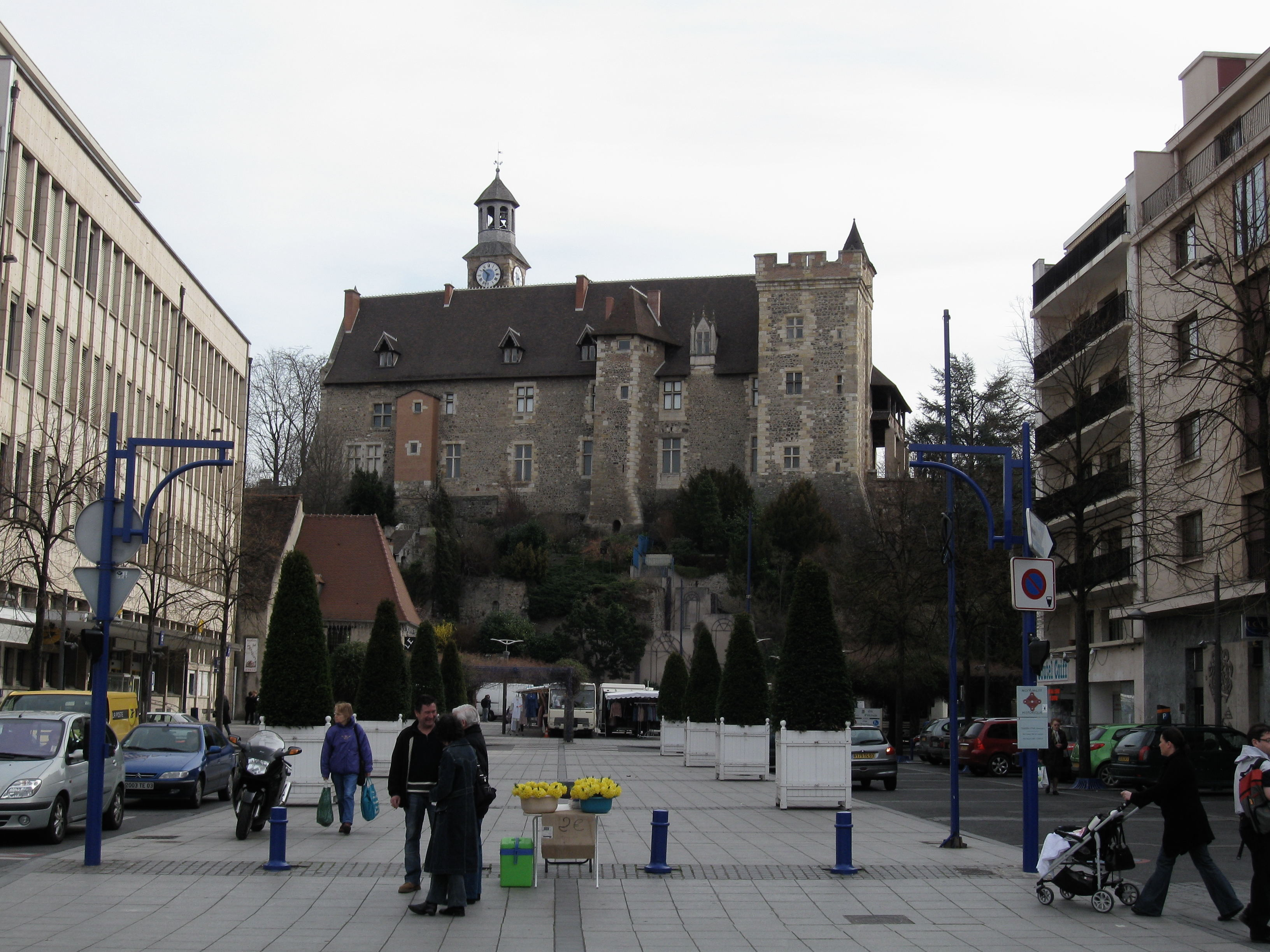
Замок герцогов Бурбонских

Французская монархия неоднократно допускала сохранение Бурбонами своих владений при отсутствии прямых наследников мужского пола. Жан II, 6-й герцог де Бурбон, умерший не оставив наследника, обеспечил передачу своих прав в полном объёме своим двум братьям, сначала Карлу, а затем Пьеру. Последний также добился права передать свои владения своей дочери, Сюзанне. В самом начале XVI столетия новая серия договорённостей между различными ветвями дома Бурбонов и французской короной позволила сделать Сюзанну и её супруга Карла де Монпансье, будущего коннетабля Франции, наследниками всех владений дома Бурбонов. Карл был назначен, после смерти Пьера II, сонаследником вместе со своей женой и мог после её смерти вступить в права наследования, в случае отсутствия у неё потомства. Сюзанна предприняла дополнительную попытку защитить владения дома Бурбонов, указав Карла III в своём завещании в качестве единственного наследника.
Тем не менее, после смерти Сюзанны в 1521 году, права наследования были оспорены. Возникло два вопроса. Во-первых, было необходимо добиться того, чтобы соглашения между Бурбонами-Божё, Бурбонами-Монпансье, с одной стороны, и французской короной в лице Людовика XII, с другой стороны, были признаны преемником Людовика, Франциском I. Во-вторых, на случай возможного возврата владений в королевский домен, было необходимо установить критерии различия между землями, находившимися в апанаже герцогов, и землями, составлявшими их родовые поместья. К этим вопросам, которые относились исключительно к праву передачи владений Бурбонов, главным образом, их апанажей, добавилась проблема наследника. Мать короля Франциска I, Луиза Савойская, начала судебный процесс против коннетабля в Парижском парламенте с целью назначить себя наследницей владений дома Бурбонов, на основании более близкого родства с покойной. Но, в итоге, именно измена коннетабля стала причиной конфискации всех владений Бурбонов, апанажей и родовых поместий — Карл де Бурбон был лишён всех титулов за измену и оскорбление величества. Только графство Монпансье в 1539 году, будучи возведено в герцогство, было возвращено его сестре Луизе де Монпансье, матери Людовика де Бурбона.

## Геральдика

Первый геральдический щит сеньоров де Бурбон
Изначальный герб герцогства Бурбон
Современный герб герцогства Бурбон

## Языки в герцогстве
Герцогство Бурбон располагалось на пересечении трёх крупных лингвистических ареалов, занимавших почти всю территорию Франции — ойль, ок и франко-провансальский.
- Язык ойль, впоследствии французский язык, в виде диалекта использовался на двух третях северной части герцогства, выше линии Монлюсон — Сен-Пурсен — Лапалис. На этом диалекте также говорят в округе Сент-Аман-Монтрон департамента Шер (раньше входившем в состав герцогства Бурбон). Данный диалект происходит из «Бурбонского треугольника», который образуют Мулен, Бурбон-л’Аршамбо и Сувиньи.
- Язык ок в виде овернского диалекта использовался в южной трети герцогства.
- На юго-востоке, в бурбонских горах, сильное влияние на окситанский язык оказал франкопровансальский язык.

Понятие «бурбонский диалект» является неоднозначным. В равной степени оно может означать диалект окситанского (иногда называемого «ок бурбонне») и бурбонский диалект французского («ойль бурбонне»). Тем не менее, это понятие чаще используется для обозначения ойльского наречия.